# Ust-Udinsky (huyện)
Huyện Ust-Udinsky (tiếng Nga: ? райо́н) là một huyện hành chính tự quản (raion), của Tỉnh Irkutsk, Nga. Huyện có diện tích 20746 kilômét vuông, dân số thời điểm ngày 1 tháng 1 năm 2000 là 17800 người. Trung tâm của huyện đóng ở Ust-Uda.